# MERS (Rollenspiel)
MERS (Mittelerde-Rollenspiel, englisch MERP für Middle-earth Role Playing) ist ein Pen-&-Paper-Rollenspiel, dessen Schauplatz die Welt von J. R. R. Tolkiens Herrn der Ringe ist. Die Spieler übernehmen dabei die Rolle von Bewohnern von Tolkiens Welt, welche Abenteuer erleben, die sich an den dortigen Gegebenheiten orientieren.

## Geschichte
Das Spiel wurde erstmals 1984 von Iron Crown Enterprises (I.C.E.) veröffentlicht. Das Regelwerk war eine vereinfachte und auf den Mittelerde-Hintergrund angepasste Fassung von ICEs System Rolemaster, Lizenzgeber für die Spielwelt war Tolkien Enterprises. 1993 erschien eine überarbeitete Zweite Edition. Eine deutsche Übersetzung erschien 1995 bei Queen Games, eine ältere gab es bei Citadel Germany (später Laurin). Insgesamt wurde das Spiel in 13 Sprachen übersetzt und ist mit über 2,5 Millionen verkauften Exemplaren eines der erfolgreichsten Rollenspiele weltweit. Als nochmalige Vereinfachung des Systems entstand das System QuestGame, das für Soloabenteuer gedacht war und zu dem Abenteuer unter den Marken Tolkien Quest und Middle-Earth Quest erschienen. Eng verwandt mit MERS war das Middle-earth Collectible Card Game, das die für MERS entstandenen Weltbeschreibungen weiterverwendete.
1997 verlor ICE im Zuge der von Peter Jackson produzierten Herr-der-Ringe-Verfilmung die Tolkien-Lizenz und musste die Veröffentlichung neuen Materials einstellen, die letzten Exemplare wurden offiziell 1999 verkauft. Neuer Lizenzträger wurde Decipher, die das Der Herr der Ringe Rollenspiel veröffentlichten (deutsch bei Pegasus Spiele).

## System

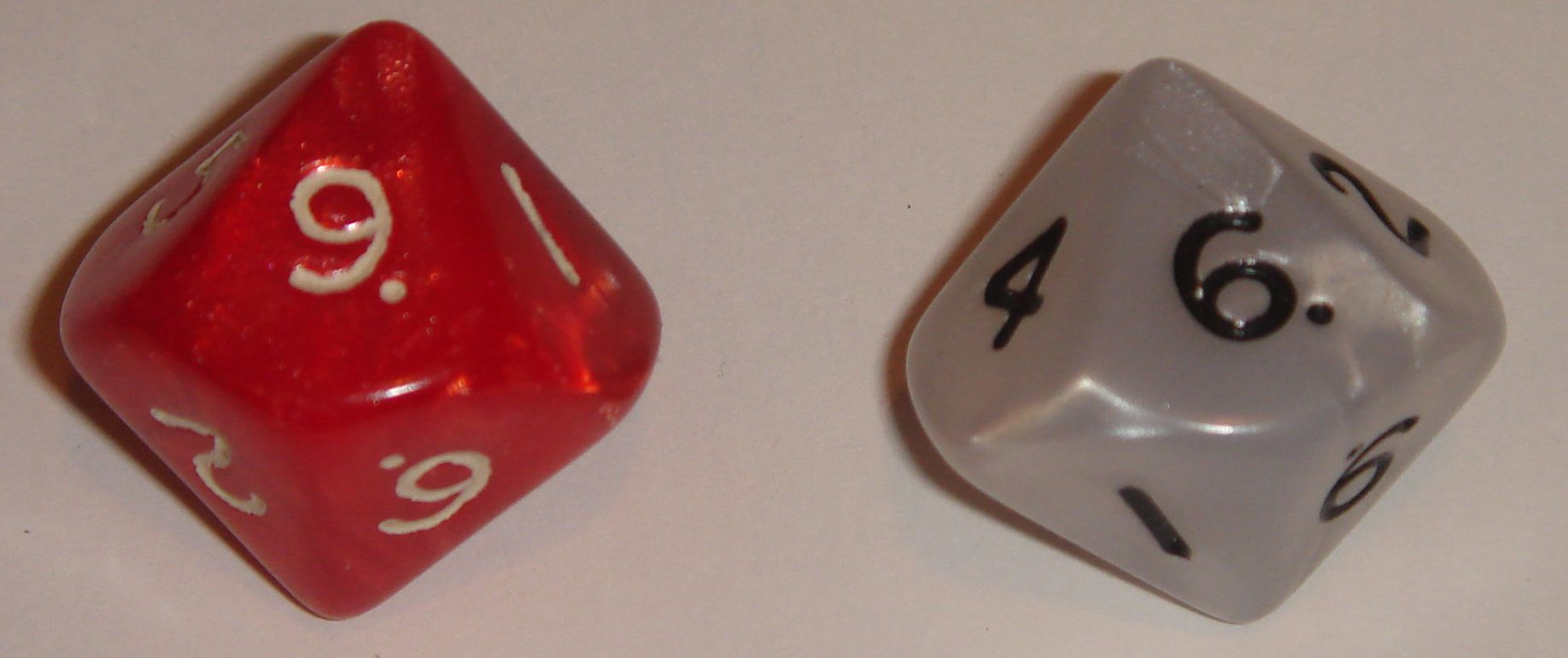
Die üblichen zwei zehnseitigen Würfel (2W10) simulieren einen hundertseitigen Würfel (W100).

MERS folgt dem Grundansatz von Rolemaster: es verwendet einen hundertseitigen Spielwürfel und die Ergebnisse von Manövern und Kämpfen werden durch Vergleich von Fertigkeitswerten der Charaktere, Würfelergebnissen und zusätzlichen Modifikatoren mit Tabellen ermittelt.
Im Gegensatz zum umfangreicheren Rolemaster bietet MERS nur sechs Charakterklassen (Berufe): Kämpfer/Krieger, Kundschafter/Dieb, Magier, Animist (Kleriker), Waldläufer und Barde. Jedoch enthält das Regelheft Vorschläge, weitere Berufe aus Rolemaster einzubinden. Als Völker stehen Zwerge, Hobbits, verschiedene Elben- und Menschenvölker sowie theoretisch sogar Orks und Trolle zur Auswahl.
Ein Charakter verfügt über 6 grundlegende Eigenschaften oder Attribute (Stärke, Geschicklichkeit, Konstitution, Intelligenz, Intuition, Auftreten) und eine Vielzahl spezieller Fertigkeiten (Kampf mit verschiedenen Waffen, Bewegung in Rüstungen, Reiten, Fallen entschärfen etc.). Erstere werden bei der Charaktererschaffung einmal ausgewürfelt und sind damit dauerhaft festgelegt. Letztere erhalten ihre Anfangswerte nach Volk, Beruf und Auswahl des Spielers. Durch Kämpfe und Manöver gewinnt ein Charakter Erfahrungspunkte und steigt Stufen auf, wodurch Fertigkeiten gesteigert werden können – klassisch unabhängig von den tatsächlich ausgeübten Tätigkeiten. MERS ist für Maximalstufe 10 ausgelegt, es kann auch darüber hinaus gespielt werden, womit die Spielercharaktere aber absurd stark werden und theoretisch ganz Mittelerde beherrschen können.
Für Proben aller Art (Manöver, Angriffe, Widerstandswürfe usw.) wird ein W100 verwendet, der für gewöhnlich durch zwei 10-seitige Würfel (je einer für Zehner- und Einerstelle) simuliert wird. Es gibt „geschlossene Würfe“, bei denen direkt das Wurfergebnis verwendet wird, und „offene Würfe“. Gewürfelte 96–100 gelten als „offen nach oben“, wodurch ein weiterer Wurf durchgeführt und das Ergebnis zu dem ersten Wurf addiert werden darf. Würfe von 01–05 gelten als „offen nach unten“, in diesem Fall wird der zweite Wurf vom Ersten abgezogen, was auch zu negativen Ergebnissen führen kann. Das so erwürfelte Ergebnis addiert man nun zum Wert des Charakters in der jeweiligen Fertigkeit und eventuell auftretenden weiteren Boni und Mali, um zum endgültigen Ergebnis zu kommen. Dieses Ergebnis wird in der zugehörigen Tabelle nachgeschlagen und der Spieler kann nachlesen, wie das Ergebnis seiner Aktion aussieht. Im Kampf entscheidet ein offener Wurf, auf den die passende Waffenfertigkeit hinzugerechnet wird, über grundsätzlichen Erfolg oder Misserfolg des Angriffes, die angerichteten Trefferpunkte und die Art eines möglicherweise auftretenden kritischen Treffers. Bei diesem entscheidet ein anschließender geschlossener Wurf über zusätzliche schwere Auswirkungen des Treffers, die etwa Gliedmaßenverlust oder Tod beinhalten können. Sowohl bei Kämpfen als auch bei anderen Manövern gibt es Patzer bei besonders schlechten Würfen, durch die ähnliche Effekte wie bei kritischen Treffern erlitten werden können.
Insgesamt bietet das System für sehr viele Situationen fertige Tabellen an, die aber nicht als vorgeschriebene Regeln, sondern als Entscheidungshilfen verstanden werden sollen. Die Vereinfachung gegenüber Rolemaster besteht vor allem aus der Reduktion der Tabellen, sodass MERS in Sachen Regellastigkeit einen Mittelweg zwischen diesem und Systemen wie D&D darstellt. Durch die kritischen Treffer ist der Kampf für die Spieler sehr riskant und planvolles, im Zweifel auch hinterhältiges Vorgehen wird gegenüber reinem Hack and Slay gefördert.
Das Magiesystem basiert auf sogenannten Spruchlisten, die dem Beruf entsprechend erlernt werden können und jeweils einen Spruch pro Stufe enthalten. Für das Wirken von Zaubern werden Magiepunkte (Mana) verbraucht. Es wird das übliche Spektrum von Heil-, Unterstützungs- und Kampfzaubern abgedeckt, aber auch eine Vielzahl von Sprüchen, die keinen direkten Kampfbezug haben, sind enthalten.

## Spielwelt
MERS basiert im Wesentlichen auf der Beschreibung Mittelerdes im Dritten Zeitalter, wie Tolkien sie in seinen Büchern Der Herr der Ringe, Der Hobbit und Nachrichten aus Mittelerde vorlegte. Bevorzugter Zeitrahmen für die veröffentlichten Abenteuer ist dabei die Zeit um 1640 DZ, also etwa 1400 Jahre vor dem Ringkrieg.
Schon im Basisspiel weicht ICE jedoch in vielen Punkten deutlich von Tolkiens eigener Darstellung ab, etwa ist das Magiesystem eher an die starken Kampfsprüche aus Dungeons & Dragons angelehnt als an die selten, zurückhaltend und nur von wenigen Charakteren überhaupt eingesetzte Magie bei Tolkien. Im Laufe der Zeit erschien eine Vielzahl sogenannter Quellenbücher, die Völker und Gegenden Mittelerdes ausführlich beschrieben, sowie fertig ausgearbeiteter Abenteuer und Kampagnen. Damit machte ICE aus Mittelerde eine der ausführlichst beschriebenen Rollenspielwelten, jedoch ist auch hierbei umstritten, wie gut die eigentliche Atmosphäre der Werke Tolkiens eingefangen wurde.

## Nachfolgeprodukte
In der Welt von Der Herr der Ringe, aber nicht dem Regelsystem:
- Der Herr der Ringe Rollenspiel von Decipher (deutsch bei Pegasus Spiele).
- The One Ring[3] (TOR)
- Adventures in Middle-earth (AiME) -- für Dungeons & Dragons 5th Edition.

Regelsystem verwandt (oder abgeleitet), aber ohne die Welt von Tolkien:
- Rolemaster[4] -- eigentlich das Muttersystem von MERS.
- HARP[5] -- eine Adaption der Regeln zwischen MERS und Rolemaster.
- Aborea[6] -- Vereinfachung der HARP/Rolemaster Regeln für Einsteiger, mit w10 statt w100.
- Against The DarkMaster[7] -- Spielwelt angelehnt an Herr der Ringe.